# Sacrifice (gruppo musicale)
I Sacrifice sono un gruppo musicale thrash metal canadese, formatosi a Toronto nel 1983.
Tra gli iniziatori della scena thrash metal, il gruppo viene considerato uno dei "Big Four" canadesi insieme ad Annihilator, Razor e Voivod. Dopo un primo scioglimento, avvenuto nel 1993, la band si riformò 2006, esibendosi in un concerto organizzato nella loro città di provenienza.

## Storia del gruppo

### Torment In Fire(1983-1986)
La band venne fondata su iniziativa dei chitarristi Rob Urbinati e Joe Rico sul finire del 1983, a cui si unirono il bassista Scott Watts, il cantante John Baldy e il batterista Craig Boyle. Inizialmente si cimentarono realizzando cover di canzoni di gruppi famosi, quali Iron Maiden, Judas Priest, Black Sabbath e Scorpions. In seguito si dedicarono alla creazione di materiale proprio, pur continuando a suonare le cover dei brani Violence And Force degli Exciter, Show No Mercy e  Crionics degli Slayer, The Four Horsemen e Creeping Death dei Metallica.
Il 12 gennaio del 1985 si esibirono per la prima volta dal vivo al Larry's Hideaway di Toronto dove aprirono il concerto per una band glam metal chiamata Herrenvolk. A seguito di questa esibizione John Baldy venne allontanato dalla band che cercava uno stile vocale più aggressivo, così Rob Urbinati, dopo alcune prove, rivestì anche il ruolo di cantante. Craig Boyle decise quindi di lasciare la band ed Ernst Flach prese il suo posto, ma rimase solo per un paio di concerti, poi gli subentrò Gus Pynn. Col nuovo batterista, a giugno del medesimo anno, incisero il demo tape The Exorcism, dopodiché si esibirono in alcuni concerti che li videro anche fare da spalla agli Exodus durante la loro prima tournée nordamericana.
In seguito realizzarono il loro album d'esordio, Torment In Fire, che venne proposto all'etichetta discografica indipendente Fringe Product, la quale lo diede alle stampe tramite la Diabolical Force. Verso la metà dell'anno successivo il disco venne pubblicato negli Stati Uniti dalla Metal Blade Records e in Europa dalla Roadrunner Records, su licenza della stessa Fringe Product. Nel frattempo il quartetto continuò l'attività live, esibendosi varie volte in Ontario, dove, in un'occasione, salì sul a palco insieme a Megadeth e King Diamond. A giugno del 1986 i Sacrifice, entrarono in studio per registrare un altro demo, composto da sei tracce, oltre alla cover di The Possibility of Life's Destruction dei Discharge, che non fu inclusa. Successivamente effettuarono una serie di date dal vivo nel Québec e a novembre aprirono il concerto che gli Slayer tennero a Toronto durante il loro Reign in Blood Tour.

### Secondo e terzo album (1987-1990)
In principio del 1987 approdarono per la prima volta negli Stati Uniti, dove si esibirono con i Corrosion of Conformity. In seguito registrarono l'album Forward to Termination, per la cui pubblicazione la band si avvalse delle stesse etichette del precedente. Il disco mantenne lo stile musicale del debutto, presentando sonorità violente e un cantato urlato e maligno, ma vide una produzione migliore ed una maturazione della band sia nella tecnica esecutiva che nella concezione dei testi, con l'abbandono delle tematiche sataniche tipiche del black metal. Per la promozione dell'album venne anche prodotto il videoclip della canzone Re-Animation, che fu trasmesso dalla rete televisiva canadese MuchMusic durante il programma Power Hour, di cui ne divenne la sigla.
Durante il 1988 furono impegnati nella realizzazione di nuovo materiale e continuarono ad esibirsi in Canada, dove aprirono i concerti dei Nuclear Assault; mentre sul finire dell'anno tornarono negli Stati Uniti per esibirsi in concerto con i Goo Goo Dolls e i Motörhead. All'inizio dell'anno seguente portarono in scena un tour che toccò le città della parte occidentale della loro nazione, tra cui Vancouver. Intanto si prodigarono anche per la registrazione di un nuovo demo, il quale si compose di cinque canzoni che vennero nuovamente incise per l'album Soldiers of Misfortune. Il loro terzo capitolo vide la luce nel 1990 attraverso Fringe Product e l'anno successivo venne pubblicato ancora dalla Metal Blade. L'album mostrò un passo avanti nello sviluppo delle sonorità della band, presentando delle composizioni meno violente ma più coerenti ed un ulteriore miglioramento nell'ottica della produzione. Anche da questo lavoro vennero tratti due video, realizzati per la title track e per As the World Burns, che però ricevettero un minor numero di passaggi televisivi rispetto al precedente. Inoltre, sempre a supporto dell'album, il gruppo si cimentò nuovamente in una serie di concerti, tra cui il Michigan Metal Fest tenutosi negli Stati Uniti, che gli consentì di condividere il palco con i Morbid Angel, ed un tour nazionale assieme ai conterranei Razor.

### Apocalypse Inside(1991-1993)
Nel 1991 intrapresero una tournée negli U.S.A. come band principale, durante la quale vennero affiancati da Bolt Thrower e Believer.
L'anno seguente cominciarono a dedicarsi alla composizione ed alla scrittura di nuove canzoni e si misero alla ricerca di un nuovo batterista, poiché non ritennero che Gus Pynn fosse adatto ad interpretare al meglio le sessioni di batteria pensate per i nuovi pezzi. Venne quindi reclutato Michael Rosenthal che partecipò alla registrazione del disco Apocalypse Inside, prodotto da Dave Carlo dei Razor ed edito da Metal Blade nel 1993. Per la promozione dell'album venne prodotto il videoclip della canzone Flesh, inoltre a luglio dello stesso anno partirono per un tour, insieme ai Gorefest, in cui aprirono i concerti dei Death. Per queste esibizioni si avvalsero del bassista Kevin Wimberley, poiché, prima che partissero, Scott Watts decise di lasciare la band.
In seguito l'etichetta statunitense, per via dello scarso riscontro di vendite, non rinnovò il contratto con il gruppo, che decise quindi di sciogliersi anche perché Rob Urbinati e Joe Rico non ritennero possibile un ulteriore sviluppo nella musica dei Sacrifice. Questa separazione portò i vari membri a dedicarsi ad altri progetti musicali: Urbinati e Rico si trasferirono negli Stati Uniti dove il primo fondò gli Interzone, mentre il secondo collaborò con un paio di band di Detroit, Gus Pynn si unì al gruppo hardcore punk 3tards e Watts si dedicò invece alla musica rock e jazz.

### The Ones I Condemn(2006-2009)
Nel 2006, dopo che Urbinati venne più volte contattato da un promotore canadese e dall'etichetta brasiliana Marquee Records, decisero di riformarsi in occasione di un concerto. I Sacrifice, composti da Urbinati, Rico, Watts e Pynn, si esibirono così al festival musicale Day of the Equinox II, svoltosi a Toronto nel mese di settembre. Nello stesso periodo si accordarono con la Marquee Records per la ristampa dei loro primi album, che vennero pubblicati in doppio CD con l'aggiunta di bonus tracks e con dei libretti corredati di foto e della storia della band.
In seguito iniziarono a produrre del nuovo materiale per il loro quinto album, nel frattempo, a marzo del 2008, furono invitati come gruppo principale della seconda serata del Manitoba Metalfest di Winnipeg, dove suonarono in anteprima il brano Hiroshima. A dicembre dello stesso anno entrarono al Rouge Valley Studio e cominciarono a registrare i brani per il disco The Ones I Condemn, che venne ultimato ad aprile del 2009. Questo lavoro venne dato alle stampe dalla Marquee Records e mise in evidenza l'attitudine thrash della band, presentando delle sonorità non molto distanti da quelle dei dischi precedenti, se non per un cantato improntato verso lo screaming. L'ottava traccia dell'album, The Devils Martyr, venne realizzata con la partecipazione di Dave Hewson, il cantante degli Slaughter, e di Jed Simon, il chitarrista degli Strapping Young Lad. Inoltre sul disco fu inserita la cover di Anthem dei Rush, che in seguito venne inclusa anche nello split -edito dalla War on Music Records in formato 7" a tiratura limitata- insieme a Technocracy dei Corrosion of Conformity reinterpretata dai Propagandhi. Con questi ultimi, i Sacrifice condivisero un concerto tenutosi a Winnipeg nel mese di novembre e, qualche giorno dopo, parteciparono assieme ad altre band ad un evento dal vivo che si tenne all'Opera House di Toronto, esibendosi come ultima formazione.

### Altre pubblicazioni ed esibizioni (2010-presente)
Tra febbraio e marzo del 2010 la War On Music ristampò, in edizione limitata su disco in vinile, i loro primi tre album ed il loro quinto album, mentre ad ottobre del medesimo anno toccò ad Apocalypse Inside, che fu ripubblicato, allo stesso modo, dall'etichetta italiana Night Of The Vinyl Dead. L'anno successivo venne dato alle stampe 198666, una raccolta contenente le sessioni di registrazione dei loro demo del 1985, 1986 e 1989, che uscì in doppio LP sempre ad opera della War On Music. Nel 2012 uscì invece il doppio DVD Re-Animated, contenente il concerto nel 2006 che la band tenne in occasione dalla "reunion" e dei contenuti extra, i quali consistono nelle riprese effettuate durante alcune sessioni di prova e in un'intervista con i membri del gruppo.
I Sacrifice continuarono anche ad esibirsi dal vivo: nel 2011 approdarono per la prima volta in Europa partecipando al festival musicale tedesco Keep it True, inoltre salirono sul palco del Trois-Rivières Metalfest tenutosi in Québec; nel 2012 raggiunsero i fans giapponesi esibendosi ad Osaka; nel 2013 suonarono al Noctus Festival di Calgary e nel 2014 al Maryland Deathfest di Baltimora; nel 2016 tornarono all'Opera House di Toronto, inoltre furono il gruppo principale della prima edizione dell'Ai Apaec Fest, svoltosi a Lima in Perù, e infine si esibirono di nuovo a Calgary, questa volta insieme ai connazionali Razor, Exciter e Annihilator.

## Stile e influenze
Lo stile adottato inizialmente dai Sacrifice si rifece a quello dei contemporanei Possessed e Dark Angel, proponendo un thrash metal incentrato sull'aggressività e dall'impatto violento. In seguito le loro sonorità si svilupparono su strutture più articolate, presentando alcuni passaggi di stampo heavy metal tradizionale; il loro quarto album vide invece un parziale ritorno alle origini, con suoni pesanti e ritmiche estremamente veloci.
Per quanto riguarda le loro influenze, i membri della band rivelarono durante varie interviste di essersi ispirati a: Black Sabbath, Thin Lizzy, Metallica, Exodus, Slayer, Mercyful Fate, Rush, Trouble, Possessed, Venom, Iron Maiden, Judas Priest, Anvil e Destruction. Inoltre Rob Urbinati dichiarò di prendere spunto da Ty Tabor, chitarrista dei King's X, per il suo modo di suonare e per l'accordatura da lui utilizzata.
A loro volta i Sacrifice vennero menzionati come fonte di ispirazione da altre band di metal estremo, tra cui Sepultura, Entombed e Cannibal Corpse, questi ultimi incisero anche la cover del brano Sacrifice, che apparve come bonus track sull'edizione giapponese di Gallery of Suicide. Altri gruppi che riproposero le loro canzoni furono i Dew-Scented, che inserirono Apocalypse Inside nel disco Ill-Natured, e gli At the Gates, che inclusero Re-Animation come traccia bonus delle edizioni speciali di At War with Reality.

## Formazione

### Formazione attuale
- Rob Urbinati – voce, chitarra (1983-1993, 2006-presente)
- Joe Rico – chitarra (1983-1993, 2006-presente)
- Scott Watts – basso (1983-1993, 2006-presente)
- Gus Pynn – batteria (1985-1992, 2006-presente)

### Ex componenti
- John Baldy – voce (1984-1985)
- Kevin Wimberley – basso (1993)
- Craig Boyle – batteria (1983-1985)
- Michael Rosenthal – batteria (1992-1993)

## Discografia

### Album in studio
- 1985 – Torment in Fire
- 1987 – Forward to Termination
- 1990 – Soldiers of Misfortune
- 1993 – Apocalypse Inside
- 2009 – The Ones I Condemn

### Raccolte
- 2011 – 198666

### Split album
- 2010 – Sacrifice / Propagandhi (War on Music Records)

### Demo
- 1985 – The Exorcism
- 1986 – Forward to Termination Demo
- 1989 – 1989 - Demo

## Videografia

### Album video
- 2012 – Re-Animated (DVD)

### Video musicali
- 1987 - Re-Animation
- 1990 - Soldiers of Misfortune
- 1990 - As The World Burns
- 1993 - Flesh